# Clemente Redko
Clemente Redko; (ruso: Климент Редько; francés —vivió y expuso siete años en Francia—: Clément Redko 15 (27) de octubre de 1897 - 18 de febrero de 1956) fue un pintor - científico ruso-ucraniano, artista de vanguardia (constructivista, proyeccionista, suprematista ), y artista gráfico quien pintó en España, Francia y en la Unión Soviética.
Entre sus obras más importantes se encuentran ; Paisaje español y Nina (1927); Música (1919); Fábrica, y Velocidad (1923); Maternidad (1924); Vía férrea (1924); Océano Glacial Ártico (1925); Campo de Centeno (1926); El vencedor, Rue Croulebarbe, y Legumbres (1929).

## Biografía
Clemente Redko nació la villa de Gakalupi, Imperio ruso (hoy en Polonia).
Entre 1910 y 1914 estudió en la Escuela de Pintura de Iconos del Monasterio de las Cuevas de Kiev.
De 1914 a 1918 estudió en San Petersburgo.  Viajó a Arjangel, Nueva Zembla y la Siberia polar.
En 1918-19 estudió en la Academia de Arte de Kiev (KKHI).
En 1919-20, Redko estudió en el taller de Aleksandra Ekster junto con los estudiantes Solomon Nikritin y Nina Genke-Meller. Durante esa época participó en la decoración de las calles de Kiev y Odesa para las festividades de la Revolución, en estilo abstracto junto con Ekster y Genke-Meller.
Entre 1920 y 1922 estudió pintura en los Talleres Técnicos y Artísticos Superiores de Moscú(Vjutemás) en la clase de Vasili Kandinski.
En 1922 participó en una exposición del Museo de Cultura Pictórica (MSCHK) de Moscú, junto con Kazimir Malevich, Nikritin y Alexander Tyshler. En el mismo año Redlko escribió su Manifiesto del Electroorganismo.  Según la historiadora del arte Ada Ackerman, el electroorganismo de Clemente Redko sigue mal conocido o subestimado.
De 1923 a 1924 Redko, junto con Nikritin, desarrolló sus teorías del electroorganismo y el luminismo. Redko inició una tendencia científica en el arte que denominó Electroorganismo como reacción al Constructivismo.
En 1926 realizó una exposición individual en Moscú.
Viajó a España, donde pintó su Paisaje español y se estableció en París de 1928 a 1935.  Entre 1928 y 1930 realizó exposiciones individuales en París.  Anatole de Monzie escribió el prefacio de la exposición de Clemente Redko de 1928.
En 1933 realizó una exposición personal en Moscú.  En 1941 trabajó en el diseño de carteles para la agencia de noticias TASS .
Redko murió en Moscú, sin ningún reconocimiento del régimen socialista.

## Crítica
Anatoli Lunacharski opinó que «la característica de Redko, es que, habiendo empezado con una pintura abstracta del género constructivo, ha pasado, mediante un trabajo perseverante y seguido, por una serie de formas de arte distintas, teniendo al mismo tiempo ante sí únicamente su determinada finalidad: lograr un realismo lleno de vida, pero haciendo la interpretación, por su estilo, orgánica y precisa de un modo particular.»  Por su parte, Andrés Salmón le comparó con Sandro Boticelli: «Un verdadero artista no es ni prisionero de su propio genio, y Redko desconfiaba como nadie de las trampas del laboratorio. Era hombre, y su modernismo no rehusaba la Naturaleza. La abordó en pleno abandono, y debió solamente a sus investigaciones anteriores el reproducir plásticamente, como sólo los poetas lo habían logrado antes que él, las vibraciones, las pulsaciones del campo en primavera... El estilo le arrastra en la composición idílica Campo de centeno (1926), que sin la austera organización de las verticales arquitectónicas, sólo habría sido una estampa sentimental..., y, naturalmente, hace pensar en la firme y tierna organización de un Botticelli.»
Según la Colección del Museo Ruso San Petersburgo Málaga, Clemente Redko estuvo entre los rusos que mantuvieron un entusiasmo por lo visto, notablemente en sus pintura París y los parisinos.